# مهرداد أولادي
مهرداد أولادي (25 مايو 1985 - 19 أبريل 2016)، كان لاعب كرة قدم إيراني كان يلعب كمهاجم.

## المسيرة الاحترافية

### أندية لعب لها
- نادي برسبوليس لكرة القدم
- نادي الشباب (الامارات)
- نادي ملوان
- نادي نفط طهران
- نادي استقلال طهران

## روابط خارجية
- مهرداد أولادي على موقع قاعدة بيانات كرة القدم.إي يو (الإنجليزية)
- مهرداد أولادي على موقع ناشيونال فوتبول تيمز (الإنجليزية)
- مهرداد أولادي على موقع Soccerway.com (الإنجليزية)
- مهرداد أولادي على موقع AS.com (الإسبانية)